# Melissa Moore
Melissa Moore (Dallas, Texas; 22 de mayo de 1996) es una actriz pornográfica estadounidense.

## Biografía
Moore nació en mayo de 1996 en la ciudad de Dallas, en el estado de Texas. Acudió a la escuela en la cercana ciudad de Richardson. Comenzó trabajando de camarera en un restaurante de Bone Daddy's, muy similar a los conocidos Hooters. Pronto decidió probar suerte en la industria pornográfica, trasladándose hasta Miami, donde contactó con la agencia de Mark Splieger, debutando como actriz en 2015, a los 19 años, para Josh Stone Production.
Desde sus comienzos, ha trabajado para estudios como Pure Play Media, Adam & Eve, Naughty America, Pure Taboo, Evil Angel, Girlfriends Films, Digital Playground, X-Art, Reality Kings, New Sensations, Brazzers o Sweetheart Video.
En 2017 fue nominada en los Premios AVN y XBIZ en la categoría de Mejor actriz revelación. Así mismo, recibió en los AVN otra nominación a la Mejor escena de trío Mujer-Hombre-Mujer por Sibling Rivalry. En 2018 ganó el Premio AVN a la Mejor escena de sexo lésbico en grupo junto a Elsa Jean y Adria Rae por Best New Starlets 2017.
Se retiró en 2021, habiendo grabado más de 420 películas como actriz.
Algunas películas de su filmografía son Friends and Lovers, Girl Next Door Likes It Dirty 10, How To Train A Delinquent Teen 4, I Fucked My Black Stepbrother 2, Manuel Ferrara's Ripe, Sloppy Massage Sluts, Slut Auditions, Spicing It Up, Temporary Dates 3 o White 'N Tight.

## Premios y nominaciones
| Año  | Ceremonia                   | Resultado | Premio                                | Trabajo                  |
| ---- | --------------------------- | --------- | ------------------------------------- | ------------------------ |
| 2016 | Premios AVN                 | Nominada  | Premio fan: Debutante más caliente    | —                        |
| 2017 | Premios AVN                 | Nominada  | Mejor actriz revelación               | —                        |
| 2017 | Premios AVN                 | Nominada  | Mejor escena de trío M-H-M            | Sibling Rivalry          |
| 2017 | Premios AVN                 | Nominada  | Premio fan: Mejores pechos            | —                        |
| 2017 | Premios XBIZ                | Nominada  | Mejor actriz revelación               | —                        |
| 2017 | Spank Bank Awards           | Nominada  | Contessa of Cum                       | —                        |
| 2017 | Spank Bank Awards           | Ganadora  | Cuckold Connoisseur of the Year       | —                        |
| 2017 | Spank Bank Awards           | Nominada  | Newcummer of the Year                 | —                        |
| 2017 | Spank Bank Awards           | Nominada  | Porn's Next Superstar                 | —                        |
| 2017 | Spank Bank Awards           | Nominada  | The Girl Next Door... Only Better     | —                        |
| 2017 | Spank Bank Awards           | Nominada  | Deepest Throat                        | —                        |
| 2017 | Spank Bank Awards           | Nominada  | Facial Cum Target of the Year         | —                        |
| 2017 | Spank Bank Awards Technical | Ganadora  | Stealthiest Pervert                   | —                        |
| 2018 | Premios AVN                 | Nominada  | Mejor actriz                          | The Voyeur               |
| 2018 | Premios AVN                 | Nominada  | Mejor escena de sexo lésbico          | Kristen Scott's Skip Day |
| 2018 | Premios AVN                 | Ganadora  | Mejor escena de sexo lésbico en grupo | Best New Starlets 2017   |
| 2018 | Premios AVN                 | Nominada  | Mejor escena de sexo lésbico en grupo | The Faces of Alice       |
| 2018 | Premios AVN                 | Nominada  | Mejor escena de sexo lésbico en grupo | Vampires                 |
| 2018 | Premios AVN                 | Nominada  | Mejor escena de sexo chico/chica      | Cuties 10                |
| 2018 | Premios AVN                 | Nominada  | Mejor escena de sexo oral             | My First Blowbang!       |
| 2018 | Premios AVN                 | Nominada  | Premio fan: Artista femenina favorita | —                        |
| 2018 | Spank Bank Awards           | Nominada  | Baroness of Licking Lady Ass          | —                        |
| 2018 | Spank Bank Awards           | Nominada  | Best 'O' Face                         | —                        |
| 2018 | Spank Bank Awards           | Nominada  | Best Spitter / Drooler                | —                        |
| 2018 | Spank Bank Awards           | Nominada  | Cock Worshipper of the Year           | —                        |
| 2018 | Spank Bank Awards           | Nominada  | Countess of Contortionism             | —                        |
| 2018 | Spank Bank Awards           | Nominada  | Hardest Working Ho in Ho Biz          | —                        |
| 2018 | Spank Bank Awards           | Nominada  | Latina Starlet of the Year            | —                        |
| 2018 | Spank Bank Awards           | Nominada  | Mattress Actress of the Year          | —                        |
| 2018 | Spank Bank Awards           | Nominada  | Oral Authority of the Year            | —                        |
| 2018 | Spank Bank Awards           | Nominada  | The Girl Next Door... Only Better     | —                        |
| 2018 | Spank Bank Awards           | Ganadora  | Threesome Savant of the Year          | —                        |
| 2018 | Spank Bank Awards Technical | Ganadora  | Most Organized Vixen                  | —                        |
| 2019 | Premios AVN                 | Nominada  | Mejor escena de sexo en grupo         | New Year's Kiss          |
| 2019 | Premios AVN                 | Nominada  | Mejor escena de sexo lésbico en grupo | The Breast Doctor Around |